# Matthias Wuttig
Matthias Wuttig (* 20. April 1960 in Mettmann) ist ein deutscher Physiker. Er ist Inhaber eines Lehrstuhls für Experimentalphysik (Physik der kondensierten Materie) sowie Institutsleiter des 1. Physikalischen Instituts A an der RWTH Aachen.

## Leben
Matthias Wuttig besuchte das Geschwister-Scholl-Gymnasium in Velbert. Danach studierte er Physik an der Universität zu Köln. Er verfasste seine Dissertation über die Relaxation und Rekonstruktion metallischer Oberflächen am Forschungszentrum Jülich; sie wurde von Harald Ibach betreut. 1988 wurde er an der RWTH Aachen promoviert. 1997 übernahm er dort den Lehrstuhl für Physik neuer Materialien.

## Wirken
Wuttig hatte Gastprofessuren inne, so z. B. 2005 an der Zhejiang-Universität in Hangzhou, 2007 am Data Storage Institute (DSI) in Singapur, ein Jahr später an der Chinesischen Akademie der Wissenschaften/Shanghai und 2010 in den USA an der Stanford University sowie am Lawrence Berkeley National Laboratory.
Er war Sprecher des Sonderforschungsbereiches 917 Nanoswitches: Resistively Switching Chalcogenides for Future Electronics – Structure, Kinetics, and Device Scalability (2011–2023).
Wuttig war von 2004 bis 2006 Prodekan der Fakultät für Mathematik, Informatik und Naturwissenschaften; daran schlossen sich zwei Jahre als Dekan der Fakultät an. Von 2009 bis 2015 war er Sprecher des Strategierates der RWTH Aachen und hat in dieser Funktion maßgeblich an der Weiterentwicklung der Exzellenzinitiative der Hochschule mitgearbeitet.

## Forschungsinhalte
In seiner Forschung befasst er sich aktuell mit Materialien, die für künftige nicht-flüchtige Phasenwechselspeicher geeignet sind. In der Vergangenheit lag ein weiterer Forschungsschwerpunkt auf der Forschung mit organischen Schichten für opto-elektronische Anwendungen wie Leuchtdioden (OLED). Darüber hinaus war er auf dem Gebiet der physikalischen Prozesse bei der Sputterdeposition aktiv.

## Auszeichnungen
- 2019: Aufnahme in die Klasse der 2019 MRS – Fellows (Materials Research Society)
- 2014: Distinguished Professorship der RWTH Aachen für das Projektvorhaben Devising Treasure Maps for Thermoelectrics and Topological Insulators[3]
- 2013: ERC Advanced Grant des Europäischen Forschungsrates[4]
- 2009: Einstein-Professur der Chinesischen Akademie der Wissenschaften
- 2007: Stanford R. Ovshinsky-Preis
- 1995: Gaede-Preis der Deutschen Vakuum-Gesellschaft
- 1993: Heinz-Maier-Leibnitz-Preis des Bundesministeriums für Bildung und Forschung und der Deutschen Forschungsgemeinschaft (DFG) für das Fachgebiet Chemie und Physik dünner Schichten und Schichtsysteme

## Mitgliedschaften (Auswahl)
- Deutsche Physikalische Gesellschaft
- Nordrhein-Westfälische Akademie der Wissenschaften und der Künste
- Deutsche Akademie der Technikwissenschaften (acatech, 2016)

## Schriften (Auswahl)
- W. Zhang, A. Thiess, P. Zalden, R. Zeller, P.H. Dederichs, J.-Y. Raty, M. Wuttig, S. Blügel, R. Mazzarello: Role of vacancies in metal-insulator transitions of crystalline phase change materials, In: Nature Materials 11 (2012), S. 952–956.
- D. Lencer, M. Salinga, M. Wuttig: Design Rules for Phase-Change Materials in Data Storage Applications, In: Advanced Materials 23 (2011), S. 2030–2058.
- T. Siegrist, P. Jost, H. Volker, M. Woda, P. Merkelbach, C. Schlockermann, M. Wuttig: Disorder-induced localization in crystalline phase-change materials, in: Nature Materials 10 (2011), S. 202–208.
- D. Lencer, M. Salinga, B. Grabowski, T. Hickel, J. Neugebauer, M. Wuttig: A map for phase change materials, in: Nature Materials 7 (2008), S. 972–977.
- K. Shportko, S. Kremers, M. Woda, D. Lencer, J. Robertson, M. Wuttig: Resonant bonding in crystalline phase change materials, in: Nature Materials 7 (2008), S. 653–658.
- M. Wuttig, N. Yamada: Phase change materials for rewriteable data storage, in: Nature Materials 6 (2007), S. 824–832.